# Scenopinus perkinsi
Scenopinus perkinsi är en tvåvingeart som beskrevs av Hardy 1942. Scenopinus perkinsi ingår i släktet Scenopinus och familjen fönsterflugor. Inga underarter finns listade i Catalogue of Life.